# ATP Bordeaux 1990
L'ATP Bordeaux 1990 è stato un torneo di tennis giocato sulla terra rossa. È stata la 12ª edizione dell'ATP Bordeaux, che fa parte della categoria World Series nell'ambito dell'ATP Tour 1990. Il torneo si è giocato a Bordeaux in Francia, dal 10 al 16 settembre 1990.

## Campioni

### Singolare maschile
Guy Forget ha battuto in finale  Goran Ivanišević con il punteggio di 6–4, 6–3

### Doppio maschile
Tomás Carbonell /  Libor Pimek hanno battuto in finale  Mansour Bahrami /  Yannick Noah con il punteggio di 6–3, 6–7, 6–2